# Przatówek
Przatówek – osada w Polsce położona w województwie łódzkim, w powiecie zduńskowolskim, w gminie Szadek. 

## Położenie
Wieś Przatówek położona jest na wschód od drogi łączącej miejscowości Szadek i Łask, na wysokości zjazdu na północ od miejscowości Ulejów. W znaczącej części składa się z obszarów leśnych.
W latach 1975–1998 miejscowość należała administracyjnie do województwa sieradzkiego.

## Historia
Oficjalna historia wsi Przatówek rozpoczyna się w roku 1933, kiedy to folwark Przatówek został włączony do gromady Dziadkowice, wyodrębnionej z obszaru gminy wiejskiej Bałucz. Wcześniej, w XIX/XX w. Przatówek wchodził w skład dóbr Przatów.
Folwark Przatów powstał jako miejsce dedykowane rehabilitacji chorej córki właściciela dóbr Przatów, gdzie w oddaleniu od wsi, wśród lasów znajdował się wybudowany dla niej dom do wypoczynku.

## Historia parku w Przatówku[5]

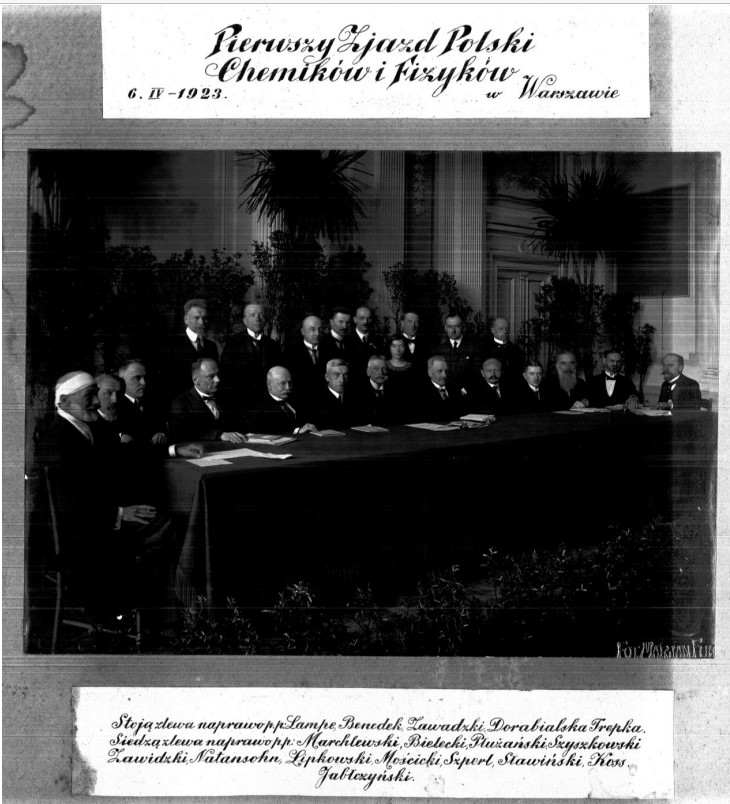
Stanisław Lipkowski podczas Pierwszego Zjazdu Polski Chemików i Fizyków w Warszawie w 1923 r.(obok Lipkowskiego po prawej Ignacy Mościcki) – unikatowe zdjęcie w zbiorach prywatnych Pana Krzysztofa Grzelczyka.

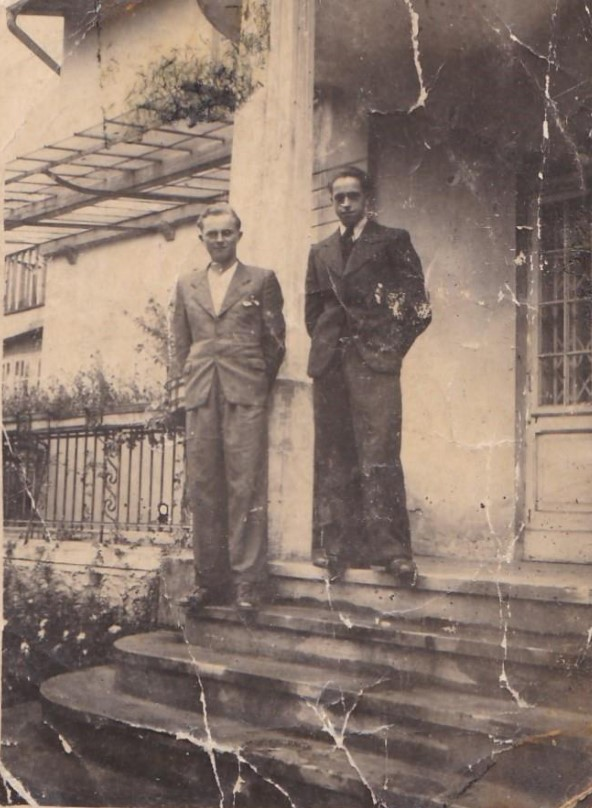
Józef Grzelczyk (po lewej) przed dworem w Przatówku, 1948

Historia Folwarku Przatówek w obecnie znanej formie opiera się przede wszystkim na słownym przekazie Pana Krzysztofa Grzelczyka udokumentowanym w opracowaniu "Ewidencja Parku w Przatówku" autorstwa prof. uczelni, dr hab. inż. Małgorzaty Mileckiej.
Park w Przatówku nosił początkowo nazwę "Wspomnienie". Był to wybudowany w sosnowym lesie dom, służący za miejsce leczenia, rehabilitacji i wypoczynku schorowanej córki P. Mogielnickiego. 
W latach 20. XX wieku "Wspomnienie" kupił dyrektor łowickich zakładów włókienniczych - P. Eborowicz i to jemu najprawdopodobniej pałacyk w Przatówku zawdzięcza swój obecny kształt. 
W roku 1932 pałacyk został nabyty przez wybitnego polskiego inżyniera chemika Stanisława Lipkowskiego. Zamieszkał w nim wraz ze swoją żoną Marią oraz trojgiem dzieci: synem Tadeuszem Lipkowskim oraz córkami Magdaleną i Zofią. 
Od roku 1932 we "Wspomnieniu" pracowali Józefa oraz Stanisław Grzelczyk, których to przekazy rodzinne są obecnie najcenniejszym dostępnym źródłem wiedzy o historii pałacyku. 
Po rozpoczęciu II wojny światowej Lipkowscy wyjechali do Warszawy, a majątek został przejęty przez Niemców. W czerwcu 1940 r. syn Lipkowskich, Tadeusz, został zamordowany w Palmirach. Stanisław Lipkowski zmarł w 1942 r., a jego żona w 1958. Oboje zostali pochowani na Cmentarzu Powązkowskim
Od około 1952 r. w Przatówku znajdował się ośrodek kolonijny dla dzieci pracowników łódzkich zakładów włókienniczych. 
W 1984 r. rozpoczęto budowę Domu Pomocy Społecznej w Przatówku. Został on otwarty oficjalnie w roku 1993 i służy obecnie jako placówka stałego pobytu dla osób dorosłych niepełnosprawnych. W pałacyku funkcjonuje Środowiskowy Dom Samopomocy, do którego chorzy przywożeni są na pobyt dzienny.  